# Армійська група «Самланд»
Армійська група «Самланд» (нім. Armeeabteilung Samland) — армійська група, оперативно-тактичне угруповання Вермахту на Східному фронті за часів Другої світової війни.

## Історія
Армійська група «Самланд» була утворена 9 лютого 1945 на базі 28-го армійського корпусу на території Східної Пруссії.

## Райони бойових дій
- Німеччина (Східна Пруссія) (9 — 26 лютого 1945).

## Командування

### Командувачі
- генерал від інфантерії Ганс Гольник (нім. Hans Gollnick) (9 — 26 лютого 1945)

## Бойовий склад армійської групи «Самланд»
Формування управління, забезпечення та підтримки
- 24-те артилерійське командування (Arko 24),
- 428-й корпусний батальйон зв'язку (Korps-Nachrichten-Abteilung 428);
- 428-ме управління корпусного постачання (Korps-Nachschubtruppen 428).

- 9-й армійський корпус (IX. Armeekorps).

- 9-й армійський корпус (IX. Armeekorps);
- 1-ша піхотна дивізія (1. Infanterie-Division);
- 5-та танкова дивізія (5. Panzer-Division).